# (400372) 2007 WK21
(400372) 2007 WK21 es un asteroide perteneciente al cinturón de asteroides descubierto el 17 de noviembre de 2007 por el equipo del Spacewatch desde el Observatorio Nacional de Kitt Peak, Arizona, Estados Unidos.

## Designación y nombre
Designado provisionalmente como 2007 WK21.

## Características orbitales
2007 WK21 está situado a una distancia media del Sol de 2,463 ua, pudiendo alejarse hasta 2,745 ua y acercarse hasta 2,181 ua. Su excentricidad es 0,114 y la inclinación orbital 6,004 grados. Emplea 1412,68 días en completar una órbita alrededor del Sol.

## Características físicas
La magnitud absoluta de 2007 WK21 es 17,6. 